# Eddie Jobson

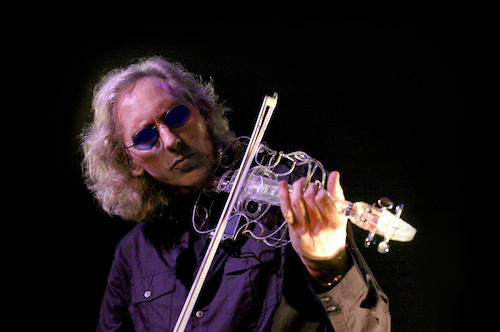
Eddie Jobson (2009)

Edwin (Eddie) Jobson (Billingham, 28 april 1955) is een Brits toetsenist en violist bekend om zijn gebruik van de synthesizer.
Jobson was lid van verschillende progressieverockbands, waaronder Curved Air, Roxy Music, UK, Jethro Tull en (heel kort) Yes. Hij maakte in 1976-77 ook deel uit van de band van Frank Zappa. Naast zijn keyboardwerk heeft Jobson ook veel lof gekregen voor zijn vioolspel. Hij won de prijs in de categorie "Lifetime Achievement" tijdens de Progressive Music Awards 2017. In maart 2019 werd hij opgenomen in de Rock and Roll Hall of Fame als lid van Roxy Music.

## Jonge jaren
Jobson werd geboren op 28 april 1955 in Billingham in het Engelse graafschap Durham. Hij bekwaamde zich op de piano vanaf zijn zevende; de viool kwam erbij toen hij acht was. Hij was ook acht jaar oud toen hij een Diploma of Distinction kreeg van de Royal Academy of Music. Op zijn zestiende schreef hij zich in voor een studie aan de Royal Academy, maar vanwege zijn leeftijd werd hij niet toegelaten. In plaats daarvan sloot hij zich aan bij een plaatselijke band, Fat Grapple geheten. Toen Jobson zeventien was, trad Fat Grapple op in het voorprogramma van de rockformatie Curved Air, en kort daarna verving Jobson de vertrekkende Darryl Way op viool.
De groep had enig regionaal succes met hun studioalbum Air Cut uit 1973. Ze toerden door Europa maar gingen kort daarna uit elkaar. In 2009 werden eerder opgenomen tapes uitgebracht op het album Lovechild, waaronder twee composities van Jobson.

## Roxy Music
Terwijl hij nog in Curved Air was, maakte Jobson kennis met Roxy Music-frontman Bryan Ferry toen hun zussen een kamer op de universiteit deelden. Jobson heeft bijgedragen aan het soloalbum van Ferry, These Foolish Things, en in 1973 verving Jobson Brian Eno in Roxy Music. Jobson bleef bij de band voor drie studioalbums en talrijke. Hij speelde op het livealbum Viva!, en met name op If There Is Something.
Gedurende de jaren zeventig bleef Jobson op toetsenborden en viool spelen voor een verscheidenheid aan artiesten, waaronder King Crimson, Phil Manzanera, Andy Mackay, John Entwistle, Bill Bruford en anderen.

## Frank Zappa's band
Tijdens een tournee eind 1975 opende Roxy Music voor Frank Zappa's band in Milwaukee, WI; het was hier dat Jobson en Zappa elkaar voor het eerst ontmoetten. Na afloop van de Roxy-tournee ging Jobson vervolgens begin 1976 een week op tournee met Zappa's band in Canada, gedurende welke tijd Jobson en Zappa een gevarieerd repertoire uitvoerden in hotelkamers en backstage op concertzalen. Jobson verscheen uiteindelijk slechts een paar minuten op het podium om op te treden, wat in wezen een auditie was voor duizenden Zappa-fans.
Toen Roxy Music in 1976 hun activiteiten enige tijd onderbrak, was Jobson zeer gewild. Hij overwoog een aanbod om zich aan te sluiten bij Procol Harum, maar uiteindelijk besloot hij lid te worden van de band van Frank Zappa. Hoewel Jobson op de hoes van het album Zoot Allures (1976) verscheen, speelde hij niet op een van de opgenomen tracks. In een interview uit 1995 met Art Rock Magazine verklaarde Jobson dat Zappa altijd alles opnam en dat degene die op het moment van verschijnen deel uitmaakte van de band op de albumhoes terechtkwam: "Misschien ben je in de groep als het uitkomt, of misschien verliet je de band vijf jaar voordat het album uitkwam. Zo maakt hij platen". Jobson is prominent aanwezig op het livealbum van Zappa in New York, uitgebracht in 1978 maar opgenomen in december 1976 in het Palladium. Andere albums met opnames met Eddie Jobson zijn Studio Tan, Shut Up 'n Play Yer Guitar, You Can not Do That That on Stage Anymore, Vol. 6 en de posthumus vrijgegeven Läther, oorspronkelijk gepland om in 1977 worden vrijgegeven. In 2009 bracht Vaulternative Records, het label van Zappa, het livealbum Philly '76 uit, opgenomen in het Spectrum Theatre in Philadelphia in oktober 1976, waarin Jobson uitvoerig op toetsenborden en viool te zien is.

## UK
In 1977 hielp Jobson met de vorming van de progressieve-rock-supergroep UK. Aanvankelijk omvatte de band ook voormalige King Crimson-leden Bill Bruford (drums) en John Wetton (bas en leadzang), samen met gitarist Allan Holdsworth. Na hun debuutalbum UK (1978) en de daaropvolgende tournee vertrokken Bruford en Holdsworth echter naar andere muzikale richtingen.
Drummer Terry Bozzio, die Jobson kende van hun tijd samen in de band van Zappa, was beschikbaar en nam dienst bij het UK. Het trio bracht twee albums uit, Danger money (1979) en een deelstudio / part live concertproductie Night After Night (1979), en begon aan een succesvolle tournee voordat UK in 1980 werd ontbonden.

## Jethro Tull: "A" Tour
Jobson werd gevraagd om deel te nemen aan de solo-inspanning van Jethro Tull-frontman Ian Anderson, die uiteindelijk in 1980 werd uitgebracht door Chrysalis Records als een volwaardig Tull-album, A. Jobson, gecrediteerd als een 'speciale gast', op keyboard, elektrische viool, en aanvullend muzikaal materiaal. Hij bleef bij de band voor hun volgende wereldtournee in 1980-1981.
Jobson werd in de daaropvolgende jaren twee keer herenigd met de band. Hij speelde keyboards en viool op hun enige concert in 1985, in plaats van de toenmalige toetsenist Peter-John Vettese van Jethro Tull in het International Congress Centrum in Berlijn, om de 300ste verjaardag van Johann Sebastian Bach te vieren. Jobson speelde een grote rol in de uitvoering van Bachs 'Double Violin Concerto'. Hij was ook de surprise guest bij het concert van de band in East Rutherford, New Jersey in november 1989.

## Yes
Jobson was kort lid van Yes in 1983 na het vertrek van toetsenist Tony Kaye. Jobson heeft noch opgenomen, noch live gespeeld met Yes. Zijn enige officiële optredens met de band waren in promotiefoto's, en in de video voor 'Owner of A Lonely Heart', maar de video werd vrijgegeven nadat Kaye weer was teruggekeerd en Jobson was vertrokken. Jobson verscheen  (hoewel zoveel mogelijk bewerkt) in de originele versie van de video van de song. Jobson liet op zijn website weten dat hem was gevraagd Kaye te vervangen, maar hij had geaarzeld tot na het horen van de nieuwe uitgave van de band en het repeteren met de band in Londen. Hij keerde terug naar zijn huis in de VS als een volwaardig lid van Yes en begon het repertoire van de band te leren. Enkele weken later ontving hij echter een telefoontje van het management van de band met de mededeling dat Kaye weer deel uitmaakte van de groep en dat de twee de keyboards zouden delen. Jobson weigerde en verliet de groep.

## Solocarrière
In 1983 bracht Capitol Records / EMI de solo-inspanning van Jobson, The green album, uit. De helft van de originele composities werd uitgevoerd in bandstijl met sessiemuzikanten op drums, bas en gitaren, terwijl de andere helft instrumentals waren die Jobson zonder begeleiding uitvoerde (behalve bas op één nummer). Vocals, keyboards en elektrische viool werden uitgevoerd door Jobson. Twee jaar later maakte Jobson een belangrijke genreverschuiving van progressieve rockmuziek naar de stijlen van de nieuwe tijd met Theme of secrets. Deze uitgave uit 1985 van het nieuwe label Private Music, werd uitsluitend opgenomen met behulp van Synclavier en samples. Datzelfde jaar componeerde en speelde hij ook drie pianocomposities op het compilatiealbum van het label, Piano One.

## Scores voor film en televisie
Gedurende de jaren 80 en 90 bouwde Jobson ook een succesvolle carrière als componist van tv- en filmmuziek op. Hij schreef de muziek voor bijna honderd afleveringen van de televisieserie Nash Bridges (1996-2001). Hij was koormuziekarrangeur voor twee Walt Disney-films uit 2003, The Haunted Mansion en Brother Bear.
Jobson componeerde ook muziek voor de reclamewereld, hiervoor won Jobson de Clio Award voor originele muziekscores in 1988. Hij bleef Clio Awardonderscheidingen ontvangen als winnaar of finalist voor een aantal jaar op rij.

## Globe Music media Arts
In 2000 begon Jobson zijn eigen label, Globe Music Media Arts, waar hij een verscheidenheid produceerde/distribueerde van wat hij omschreef als "een samensmelting van andere, enigszins meer gecultiveerde muziekstijlen", met name het Bulgaarse Vrouwenkoor 2000-album Voices of Life. Een tweede label, Glo Digital, verdrong in 2009 het originele label, toen Jobson naar downloadbare muziekbestanden verhuisde. In 2010 lanceerde hij de Zealots Lounge, een op abonnementen gebaseerd marketingalternatief voor de traditionele verkoop van muziek voor de detailhandel. Jobson heeft degenen die aan dit programma deelnemen vergeleken als "moderne beschermheren van de kunsten".

## UKZ
In oktober 2007 kondigde Jobson de vorming aan van een nieuwe band, UKZ, met Trey Gunn, Marco Minnemann, Alex Machacek en Aaron Lippert. Hun ep, Radiation, kwam in januari 2009 uit bij de Globe Music online store en werd in maart 2009 officieel uitgebracht op Glo Digital; een 7:48 video van het titelnummer is eerder verschenen en verscheen in januari 2009 op YouTube. De eerste live-uitvoering van de band vond plaats op 24 januari 2009 in The Town Hall in New York. Enkele maanden later in juni trad UKZ ook op in Japan, in de steden Tokio, Nagoya en Osaka. Bovendien, op 9 augustus 2009, deed Jobson een eenmalig reünie-optreden met Curved Air in Chislehurst, Kent.
In november 2009 werd Jobson herenigd met voormalig Roxy Music en UK bandmate, John Wetton, voor wat genoemd werd "The 30th Anniversary of U.K.", met drie voorstellingen in Polen (Kraków, Warschau en Bydgoszcz).

## Terug naar liveoptreden
Het Creation of Peace Festival in Kazan, Tatarije, op 30 augustus 2008, zag Jobson na meer dan twintig jaar terugkeren op het podium. Hij speelde viool op één nummer bij de Patti Smith Group, één liedje met Fairport Convention, en twee nummers ("Red" en "Larks 'Tongues in Aspic, Part 2") met de Crimson ProjeKCt. Naast zijn deelname aan deze verzameling musici, voerde Jobson ook piano- en vioolsolo's uit op de B1.
In 2009 creëerde Jobson het 'U-Z Project', met een draaiende opstelling van gastmuzikanten; deze ensembles blijven optreden tijdens liveconcerten in Noord- en Midden-Amerika, Europa en Japan. Deelnemende muzikanten waren John Wetton, Alex Machacek, Marc Bonilla en drummers Marco Minnemann, Mike Mangini, Virgil Donati, Gary Husband en Simon Phillips.
In januari 2010 werd Jobson verbonden met de technische adviesraad van de in Austin, Texas gevestigde toetsenbordfabrikant Infinite Response. Hij was betrokken bij de ontwikkeling van de VAX77 vouwende MIDI-klaviercontroller van het bedrijf, die Jobson op de NAMM Show in Anaheim, januari 2010, tentoonstelde. Jobson's U-Z Project trad op op NEARfest in Bethlehem, Pennsylvania op 20 juni 2010. Een live-cd samengesteld uit verschillende U-Z-uitvoeringen in 2009 werd in november 2010 uitgebracht.
In januari 2011 gaf Jobson een reeks "masterclasses" in Japan, met uitvoeringen van composities uit zijn carrière en lezingachtige gesprekken over zijn muziek. In april van dat jaar, verzorgde een Jobson-Wetton "U.K." Reunion-tourneeoptredens in Japan en de VS, waarbij Alex Machacek (gitaar) en Marco Minnemann (drums) de vierdelige bezetting completeerden. Jobson was de voornaamste artiest op het 2011 Zappanale-festival op 21 augustus in Bad Doberan, Duitsland, en speelde bij een eerder optreden in Zoetermeer, Nederland op 19 augustus, met een UZ-projectopstelling van Marc Bonilla (zang en bas), Alex Machacek (gitaar) en Marco Minnemann (drums).
Begin 2012 bevestigde Jobson dat hij de UK trio-bezetting - Jobson, John Wetton en Terry Bozzio - opnieuw had gevormd voor een eenmalige wereldtournee, die plaatsvond van mei tot juni 2012, met de trio-speeldata in Noord-Amerika en Japan. Bozzio nam echter niet deel aan de extra zomerconcerten in Europa, waar drummer Gary Husband die rol op zich nam. Alex Machacek (gitaar) werd ook toegevoegd aan de band line-up. Jobson, Wetton, Machacek en Husband hebben ook een hoofdrol gespeeld bij NEARfest Apocalypse in Bethlehem, Pennsylvania. Ook traden ze op de inaugurele reis van de progressieve cruise-to-the-edge-excursie, waar ze headliner waren met Yes en Steve Hackett.
Jobson markeerde de veertigste verjaardag van het begin van zijn professionele muziekcarrière met een korte tournee door Japan in november 2013. Hij werd op het podium vergezeld met een ensemble cast van muzikanten uit zijn carrière, waaronder John Wetton, Sonja Kristina, Alex Machacek, Marco Minnemann, Aaron Lippert en Ric Fierabracci. Hij speelde liedjes die de vier decennia overspannen, waaronder muziek van Curved Air, Roxy Music, UK, UKZ, evenals zijn solo-inspanningen, in uitverkochte zalen in Tokio en Osaka.
In april 2017 begonnen Jobson en Marc Bonilla met de "Fallen Angels Tour", een eerbetoon aan de muziek van John Wetton en Keith Emerson, beginnend op de Londense Under The Bridge-locatie in het Stamford Bridge-stadion in Chelsea F.C. op 22 April.
In April 2017 Jobson and Marc Bonilla began the "Fallen Angels Tour," a tribute to the music of John Wetton & Keith Emerson, commencing at London's Under The Bridge venue at Chelsea F.C.'s Stamford Bridge stadium on 22 April.
- Bibliothèque nationale de France: cb14190676n (data)
- Gemeinsame Normdatei: 134418158
- International Standard Name Identifier: 0000 0000 5515 9220
- Library of Congress Control Number: n92020596
- MusicBrainz: 824dcca4-d658-41b3-95c5-07d0d183b5c6
- Nationale Bibliotheek van Tsjechië: xx0180226
- Nederlandse Thesaurus van Auteursnamen: 074059823
- Virtual International Authority File: 11496566
- WorldCat: E39PBJwmX7PXqbwQRRM9q9hGpP